# Пири Мехмед-паша
Пири Мехмед паша (? — 1533, Силиври) био је велики везир Османског царства. Био је последњи велики везир под влашћу султана Селима I и први велики везир под влашћу Сулејмана Величанственог. Преминуо је 1533. године. Након њега велики везир је постао Ибрахим-паша Паргалија.